# Gemsbock
Gemsbocken (Oryx gazella) är en storväxt antilop som förekommer i södra Afrika.

## Utbredning och habitat
Djuret är karakteristisk för södra Afrikas öknar, halvöknar och savanner. Artens utbredningsområde sträcker sig över Namibia, Botswana och större delar av Sydafrika. I norr når gemsbocken även Zimbabwe och kanske södra Angola.

## Utseende
Gemsbocken kännetecknas genom långa, raka horn, som tillkomma båda könen och ett långsträckt huvud med nästan rak ansiktslinje. Den långa svansen är försedd med tofs. Grundfärgen är vit, gulvit eller ljusgrå med svarta band och fläckar. Hos ungdjur saknas dessa markeringar. Individerna når en kroppslängd (huvud och bål) av 180 till 215 cm och en mankhöjd av 115 till 125 cm. Hanar är med 180 till 240 kg tyngre än honor som blir bara upp till 225 kg tunga. Hanar har även robustare horn än honor.

## Ekologi
Arten bebor endast öppna slätter och kan synnerligen länge avstå från att dricka vatten. Gemsbocken släcker sin törst genom att förtära en del saftiga växter. I sina upp till 150 centimeter långa horn äger den ett mycket verksamt försvarsvapen. Djuret har ofta identifierats med mytologins enhörning och horn av gemsbock såldes i England under medeltiden som horn av enhörning. Födan består av gräs, rot, blad, kvistar och bär. Honor lever i flockar med cirka 30 individer. Hannar lever ofta ensam i närheten av flocken. Ibland sammansluter sig flera flockar till stora hjordar med 200 eller fler medlemmar och då ingår även hanarna. Det finns även mindre flockar med en alfahane. Ensamlevande hanar har ett revir som är cirka 25 km² stort och de försöker para sig med honorna av de flockar som finns i reviret.
Honor kan bli parningsberedda under alla årstider. Dräktigheten varar cirka 8,5 månader och sedan föds oftast en unge. Kalven väger 8 till 15 kg vid födelsen och den lämnas sedan vid ett gömställe. Modern kommer flera gånger förbi för att ge di tills kalven är 3,5 månader gammal. 1,5 till 2 år efter födelsen blir ungarna könsmogna.
I naturen lever gemsbocken upp till 18 år och med människans vård kan den leva 20 år.

## Gemsbocken och människan
Gemsbocken avbildas i Namibias riksvapen.
Under senare 1800-talet och under 1900-talet minskade populationen men efter inrättning av skyddsåtgärder har gemsbocken återhämtad sig. Beståndet uppskattades 1999 med cirka 373 000 individer. IUCN listar arten som livskraftig (LC).

## Bilder

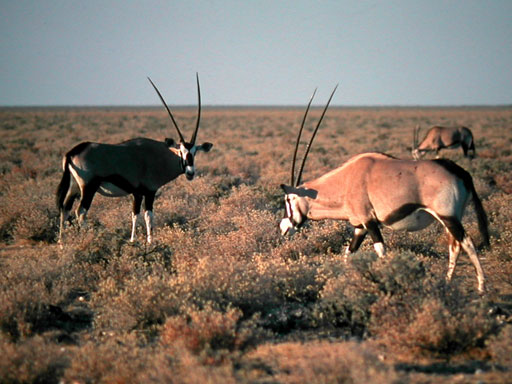
Etosha, Namibia
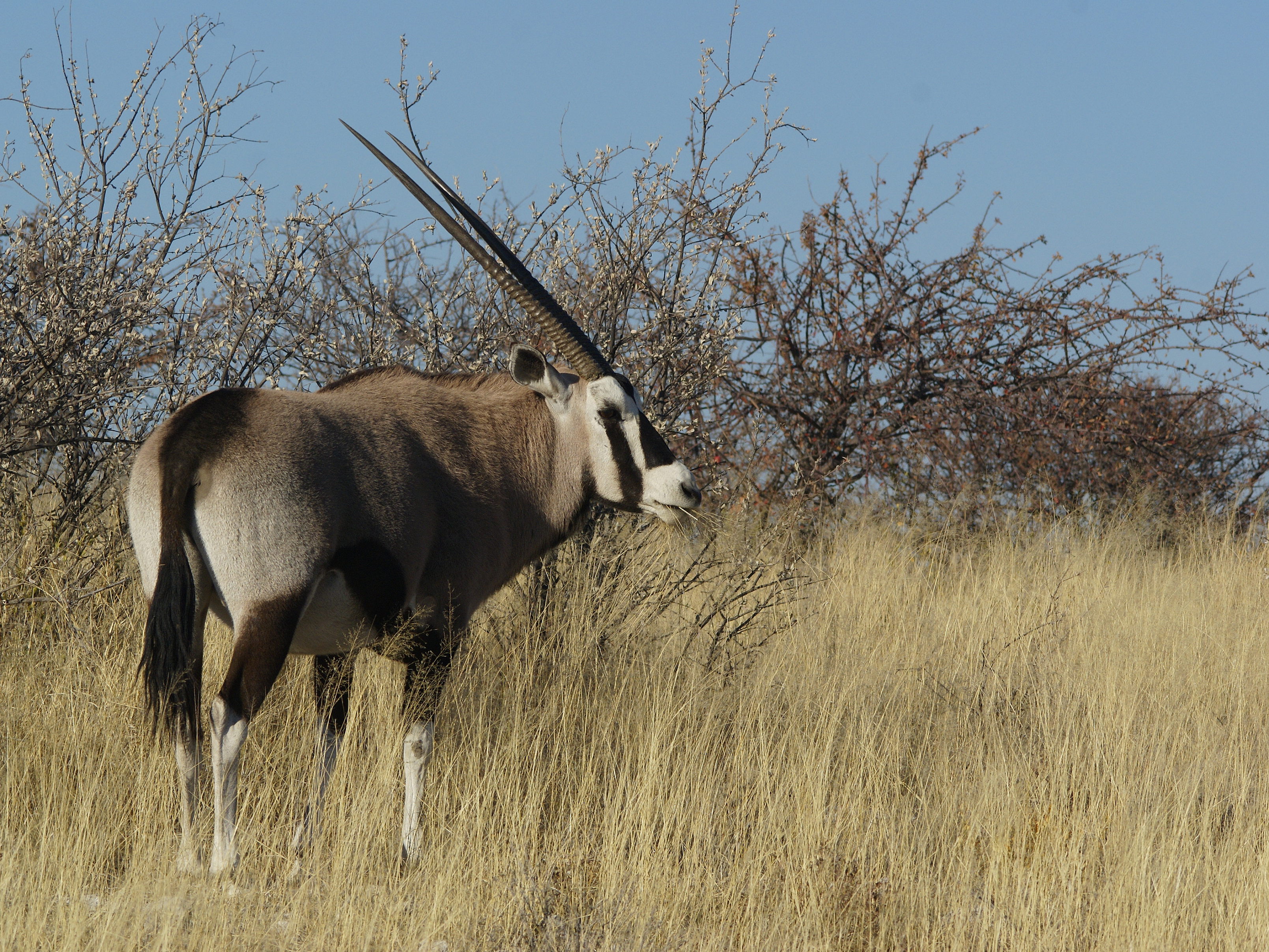
Etosha, Namibia
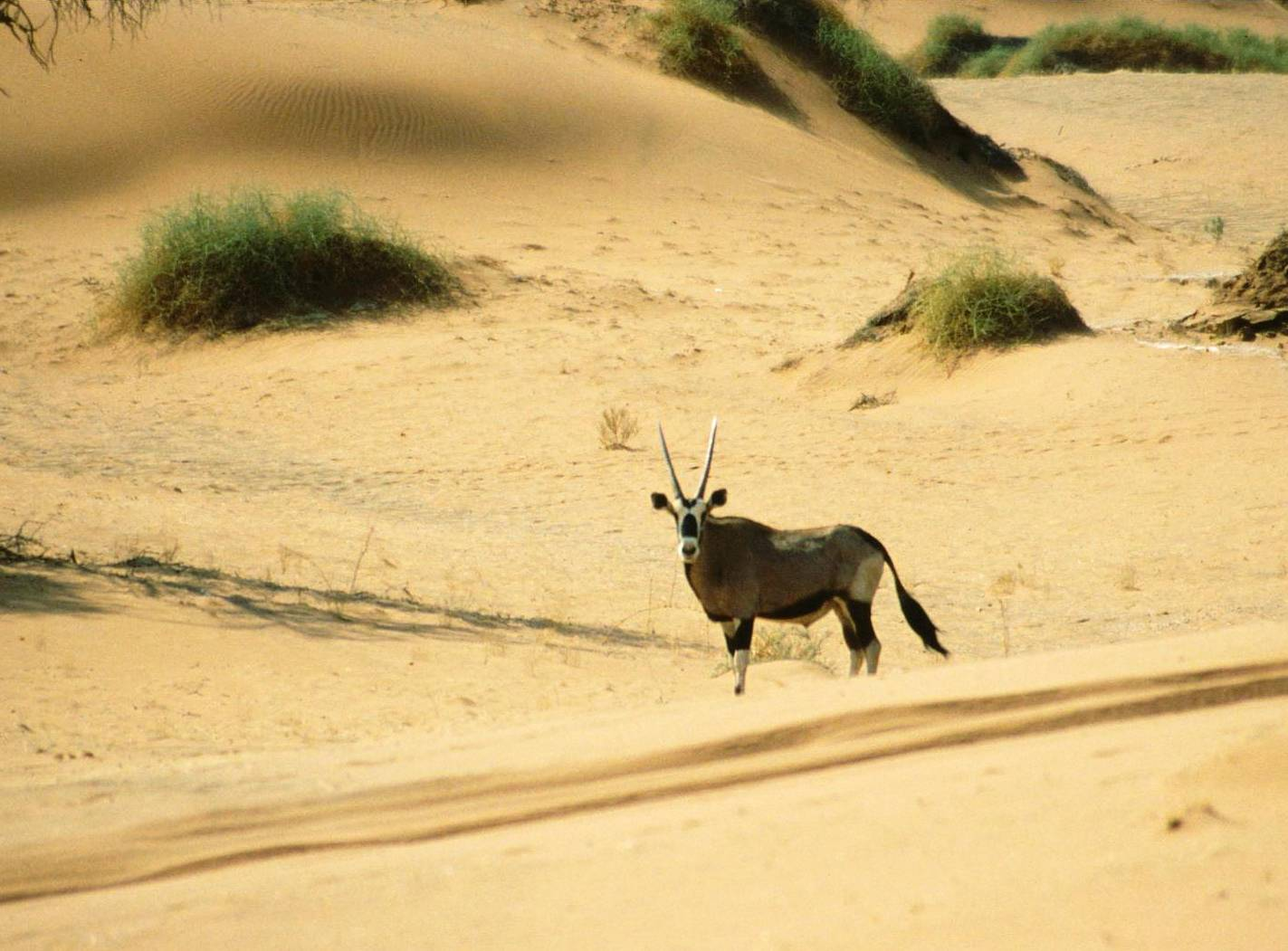
Namib, Namibia
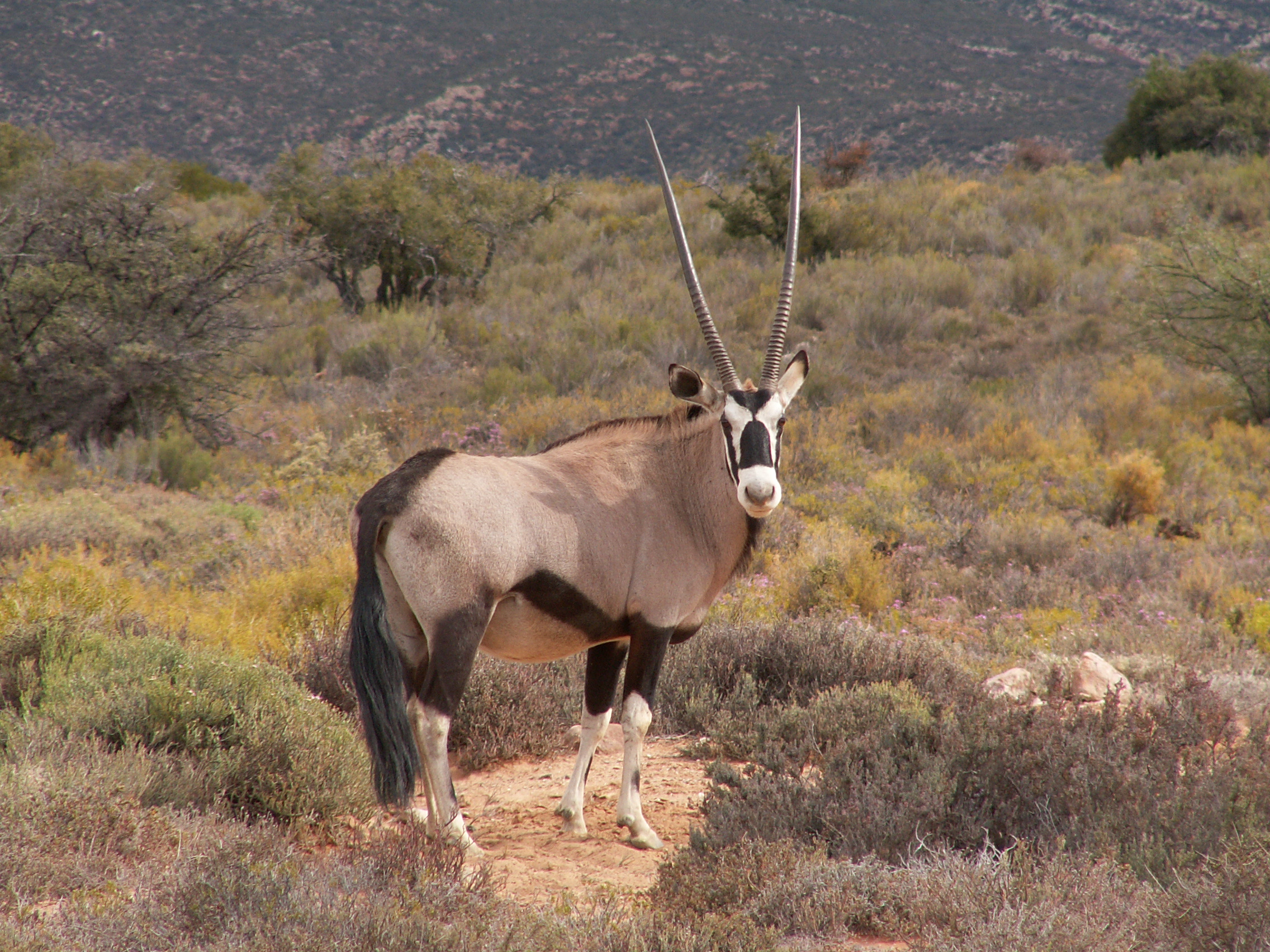
Anysberg N.R., Sydafrika